# Храм Преображения Господня (Тверь)
Храм Преображе́ния Госпо́дня — католический храм в городе Тверь. Административно относится к Центральному региону Архиепархии Матери Божией (с центром в Москве), возглавляемой архиепископом митрополитом Паоло Пецци. Расположен по адресу: Советская ул., д. 61.

## История
Католическая община в Твери образовалась в XIX веке, католический храм в городе был построен на Миллионной улице (ныне Советская) в 1864 году. В церкви был орган и большая библиотека духовной литературы. Действовала воскресная школа, органисты преподавали музыку.
В 20-х годах XX века храм был разорён, библиотека разграблена. Впоследствии здание церкви использовалось с различными целями, а в 1974 году было разрушено.
Восстановление нормальной деятельности Католической церкви в России началось в начале 90-х годов XX века. После регистрации католического прихода было получено разрешение на строительство храма на том самом месте, где стояло разрушенное историческое здание. Строительство шло 8 лет, с 1994 по 2002 год. Наконец 2 февраля 2003 года архиепископ Тадеуш Кондрусевич освятил новое здание храма.

## Архитектура и внутреннее убранство
Храм представляет собой высокое здание из кирпича, сочетает в себе элементы модернизма и готики. Храм выполнен в форме креста, с поперечным трансептом. Трансепт и алтарная часть имеют трёхгранные завершения. В правой части поперечного нефа установлена статуя Божией Матери, в левой — изображение Тайной вечери. Стояния богослужения Крестного Пути выполнены в виде позолоченных рельефов. Пол и престол выполнены из цветного мрамора.
Над главным фасадом расположена высокая прямоугольная звонница.
Слева к храму примыкает двухэтажное приходское здание, выходящий фасадом непосредственно на улицу бывший приходской дом, построенный в XIX веке. Приходской дом, служивший часовней во время строительства церкви, построен из дерева, обложен кирпичом, что позволяет ему органично влиться в ансамбль.

## Настоятели
- о. Михаил Нуцковский (2021 — настоящее время)
- монс. Збигнев Круль (2020—2021)[1]
- о. Марек Тачиковски (2008—2020)
- о. Кшиштоф Терепка (февраль — июнь 2016)
- о. Владислав Войдат (2002—2008)
- о. Рихард Масин (1994—2002)